# 昭和天皇在位六十年記念切手無断発行事件
昭和天皇在位六十年記念切手無断発行事件（しょうわてんのうざいいろくじゅうねんきねんきってむだんはっこうじけん）は、ベラウ（パラオ共和国）が昭和天皇の肖像切手を発行しようとして国際問題になった事件である。実際は郵便切手の発行権限を持たないものによるエセ切手であったことが判明した。

## 事件の概要
1986年（昭和61年）は、昭和天皇が即位して60周年という節目の年に当たり、日本の郵政省（当時）は同年4月28日に「天皇陛下御即位六十周年記念」切手を額面60円のものを2種類発行する計画であった。ただし、日本では伝統的に天皇の肖像を切手と貨幣には用いないという不文律があるため、いずれも皇室に縁のある図案が採用されていた。
4月上旬、パラオが昭和天皇の肖像切手を発行しようとしているとの報道がなされた。それによれば、パラオも4月29日の天皇誕生日（現在の昭和の日）に単片4種類と小型シート1種からなる記念切手セットを発行するというもので、単片には皇室一家のプライベートな写真が、小型シートには昭和天皇の肖像が図案となっていた。この切手セットは50万組が製作され、1セット1,000円で日本で発売するものであった。発売元は東京都の民間企業で予約受付を始めていたが、これに対し宮内庁が抗議した。
宮内庁総務課によれば「連絡は全くない。従来から切手などに陛下や皇族の肖像を使わないよう、外務省を通じて諸外国には要望してきた」。従来より肖像権の問題から諸外国の郵政当局に天皇の肖像を使用しないように要請していたという。にもかかわらず「金で売買する切手に肖像を使う」ことはもってのほかであるとして、発行中止を要請するとともに事実関係の確認をパラオ政府に申し入れた。
これに対し日本における発売元は「ご在位をお祝いする素直な気持ちに目くじらをたてないで」とパラオの親日的動機で発行するのだから問題ないとした。また以前にもブラジルなどで皇太子明仁親王の訪問記念切手で肖像を使った前例があるとした。
しかし4月11日にパラオのラザルス・サリー大統領から、パラオ政府はそのような切手に関与していないという事実が公電でもたらされた。それによれば「切手の発行はパラオ国立開発銀行と日本の切手業者が勝手に発行しようとしたものである」、パラオ政府が切手発行を決めたわけではなく、外貨獲得の手段として有力者が個人的に、両国の関係者が売上を折半する契約で、日本側で切手の企画・印刷・販売を行う計画を立てたというものであった。また問題点としてパラオの切手発行権限を持つ関係者が誰一人関与していなかったことがある。
パラオの切手の発行権限はアメリカ合衆国のニューヨークにある切手発行代行会社である「インタガバメンタル・フィラテリック・コーポレーション」(IGPC)に委託されており、同社の手で企画・販売されたものでなければパラオの公式発行の切手ではないということが判明した。実際に1983年以来パラオが発行した切手は全て同社の手によるものであった。そのため、昭和天皇の切手はIGPCの許可を得ていないので「ラベル」もしくは「エセ切手」にすぎず、パラオ国内の郵便局で使用することは出来ないという。なお、日本国内でのパラオ切手の公式の発売元はIGPC日本代理店である郵趣サービス社で、同社も昭和天皇の切手に関与していなかった。そのため日本の切手収集家の団体である日本郵趣協会の水原明窗理事長（当時）は「パラオ政府の名をかたり、天皇人気を利用した金もうけとしか考えられない」と批判した。
一連の騒ぎに対し天皇肖像切手の販売元は、切手としては有効であるはずだから、サリー大統領に掛け合って切手として認めてもらいたいと主張したが、切手の製作を請け負った凸版印刷株式会社が4月14日に「このまま世の中に出れば社会的混乱が起きる可能性がある」として、依頼者に引き渡さずに刷り上った切手を全て廃棄処分にしたため、問題は収束した。

## 備考
- 1979年にパラオの隣国マーシャル諸島で「マーシャル諸島政府創設記念切手」として、日本で切手が販売され小型シートが「世界最大の切手」と宣伝され、単片4種のなかに「歴代のマーシャル諸島の統治者」として昭和天皇の肖像が使われたが、この時は大きな騒ぎにならなかった。しかし当時の同国の郵便事業はアメリカ合衆国郵便公社が行っており、郵便には使えなかった[注釈 5]。そのため、これも「ラベル」である。